# Zygmunt Srebrny
Zygmunt Symcha Srebrny (ur. 9 grudnia 1860 w Warszawie, zm. w grudniu 1941 tamże) – polski otorynolaryngolog żydowskiego pochodzenia.

## Życiorys
Syn Hermana i Adeli z Cohnów. Ukończył V gimnazjum w Warszawie. Studiował na wydziale medycznym Cesarskiego Uniwersytetu Warszawskiego, który ukończył w 1885 roku. Następnie specjalizował się w Berlinie i Wiedniu. Praktykował jako otolaryngolog w Warszawie, wykonując pionierskie na ziemiach polskich zabiegi i wprowadzając nowe metody leczenia. Autor ponad 180 publikacji, w tym prac klinicznych, artykułów o tematyce ogólnolekarskiej i społecznej, życiorysów i wspomnień zmarłych lekarzy, recenzje. Przetłumaczył m.in. pracę Röntgena O nowym rodzaju promieni (1896). Był aktywnym działaczem towarzystw lekarskich, uczestniczył w ich zjazdach (również zagranicznych), pełnił funkcję prezesa Warszawskiego Towarzystwa Otolaryngologicznego i Polskiego Towarzystwa Medycyny Społecznej. Kilka towarzystw nadało mu członkostwo honorowe. W latach 1924–1939 był redaktorem naczelnym „Warszawskiego Czasopisma Lekarskiego”.
Podczas II wojny światowej został przesiedlony do getta warszawskiego, gdzie zmarł w grudniu 1941 roku.

## Życie prywatne
Od 23 maja 1886 roku żonaty z Felicją z Rozenfeldów, z którą miał dwie córki. Jego bratankiem był profesor filologii klasycznej Stefan Srebrny, drugi bratanek Jan został otolaryngologiem.

## Ordery i odznaczenia
- Złoty Krzyż Zasługi (5 lipca 1939)[1]